# Toca Boca
A Toca Boca é uma empresa sueca que desenvolve jogos eletrônicos para crianças em celulares e tablets. A base dos jogos da Toca Boca é que as crianças devem ser capazes de entendê-los sem instruções de um adulto. Os jogos não podem ser ganhos nem perdidos e não têm pontuações ou níveis altos.

## Etimologia
Toca Boca significa “Toque na Boca” em espanhol e vem do fato de que o jogador tocava a boca colorida do logotipo para iniciar os primeiros jogos desenvolvidos pela empresa.

## História
A Toca Boca foi fundada em setembro de 2010 pelos suecos Emil Ovemar e Björn Jeffery, ambos ativos no Bonnier Group. Ovemar e Jeffery sentiram que faltavam bons jogos educativos e lúdicos com tela sensível ao toque para os jogadores mais jovens. A empresa lançou seu primeiro aplicativo, Helicopter Taxi, em março de 2011. Desde então lançou quase outros 50 aplicativos, tornando a empresa uma das maiores desenvolvedoras de aplicativos no segmento de jogos infantis. Depois de alguns anos, os aplicativos foram baixados mais de 140 milhões de vezes por usuários em mais de 230 mercados. Em 2014, a empresa tinha escritórios em São Francisco e Estocolmo, 23 funcionários e um volume de negócios de 82 milhões de coroas suecas. No mesmo ano, a Toca Boca obteve um lucro de mais de 11 milhões de coroas suecas.
Em 2016, Bonnier vendeu a Toca Boca para a empresa canadense de brinquedos e entretenimento Spin Master por SEK 263 milhões.  Em 2020, Fredrik Löving assumiu o cargo de novo CEO da Toca Boca. Em 2020, o crescimento da Toca Boca aumentou e a Spin Master declarou em seu relatório anual que a Digital Games, da qual a Toca Boca é uma parte significativa, teve vendas de mais de 660 milhões de coroas suecas. Os usuários ativos mensais do Toca Boca dobraram de 20 milhões para mais de 40 milhões em todo o mundo. Três quartos dos usuários vieram do aplicativo mais popular da Toca Boca, o Toca Life World. A Toca Boca World pode ser comparado a um mundo de casa de bonecas digital que incentiva e apoia a imaginação e a criatividade do jogador.

## Apps
Desde o seu início, a Toca Boca lançou 46 aplicativos e jogos que foram baixados mais de 444 milhões de vezes em mais de 230 mercados até o momento (2021). Isso faz da Toca Boca a líder mundial no segmento de jogos infantis na App Store.  Os aplicativos da Toca Boca incluem:
Helicopter Taxi
Helicopter Taxi, o primeiro aplicativo lançado pela Toca Boca, era um jogo digital com realidade aumentada.  Usando a câmera do tablet ou do celular, o usuário poderia selecionar seis superfícies horizontais em seu ambiente imediato e torná-las locais de pouso para o helicóptero: “a praia”, “a casa alta”, “a fábrica”, “o hospital” e “o hangar”. As localizações físicas não precisavam corresponder às descrições dos locais de pouso, nem precisavam ser exatas ou consistentes.  Os personagens interpretados eram dois pilotos e cinco passageiros. O jogo envolvia pegar e voar os personagens até o destino escolhido para simular o voo do helicóptero. O jogo foi descontinuado hoje. Atualmente, este trailer do jogo foi privada.
Toca Tea Party
O Toca Tea Party foi o segundo aplicativo lançado pela Toca Boca. Aqui o jogador organiza uma festa do chá e o jogo promove a interpretação de papéis. O jogador tem a oportunidade de montar sua mesa escolhendo a toalha, os copos, a louça, a música e as bebidas.  Interações como comer, beber, derramar e limpar também estão disponíveis. Os convidados consistem em brinquedos e/ou pessoas com telas sensíveis ao toque que suportam vários usuários ao mesmo tempo.
Hair Salon 1-4
O Hair Salon foi, junto com o Toca Doctor, o primeiro verdadeiro sucesso de aplicativo da Toca Boca. No salão experimental e imaginativo da Toca Boca, milhões de transformações acontecem todos os dias.  Aqui o jogador pode cortar, lavar, tingir, secar e modelar penteados, além de aparar barbas, bigodes e aplicar maquiagem ou pintura facial em uma variedade de personagens em infinitas variações. 
Toca Kitchen
No Toca Kitchen, o jogador escolhe como preparar e cozinhar um prato ou refeição específica e depois servi-la a um dos quatro personagens do jogo.  Cada personagem tem suas próprias preferências no que diz respeito aos ingredientes e à culinária, o que também se reflete claramente nas reações do personagem e na disposição de comer o que é servido. Para grande alegria dos jogadores, há poucos limites quando se trata do preparo real e do que pode ser considerado uma refeição. 

## Prêmios e honrarias
A Toca Boca ganhou vários prêmios por seus jogos:
2022
- Vencedor do prêmio Kidscreen, melhor aplicativo de jogo - original: Toca Life World [16]

2021
- Apple, vencedor do App Store Awards, aplicativo para iPhone do ano: Toca Life World [17]

2020
- Vencedor do prêmio Webby na categoria Aplicativos e Software, Família e Crianças 2020: Toca Life World  [18]

2019
- Indicação ao prêmio Kidscreen, melhor aplicativo de jogo — original: Toca Mystery House [19]
- Escolha dos pais, prêmio de prata: Toca Life World

2018
- Fast Company, inovação através do design: Toca Lab: Plants
- KAPi, o melhor aplicativo para crianças (maiores): Toca Life Hospital
- Escolha dos pais, prêmio de prata: Toca Life World
- Indicação ao prêmio Kidscreen, melhor aplicativo de jogo — original: Toca Life: Hospital [20]

2017
- Vencedor do prêmio Kidscreen, melhor plataforma de streaming de vídeo: TocaTV [21]

2015
- Finalista do prêmio Webby na categoria Sites e aplicativos para dispositivos móveis: Toca Nature [22]
- Prêmio BolognaRagazzi Digital 2015 Menção Honrosa: Toca Nature
- Prêmio iKids 2015: Melhor Aplicativo de Aprendizagem - Tablet: Toca Lab [23]

2014
- Cinekid, aplicativo do ano: Toca Pet Doctor
- Prêmio Nacional de Publicações para Pais (NAPPA): Toca Town (prata) [24]
- Prêmio Lovie, Prêmio de Prata na categoria Aplicativos Móveis: Toca Lab
- Junior Design Awards 2014, pré-selecionado na categoria de melhor aplicativo para crianças
- Melhores aplicativos para iPhone da App Store em 2014: Toca Lab [25]
- Melhores aplicativos para iPad da App Store em 2014: Toca Nature [26]

2013
- Prêmio KAPI para o Estúdio Mais Inovador na Categoria Tecnologia Infantil
- Bestekinderapps.de, melhores aplicativos e jogos inovadores para crianças 2013: Toca Tailor e Toca Hair Salon Me [27]
- Prêmio Escolha do Público Infantil do TIFF (Festival Internacional de Cinema de Toronto) para o aplicativo digiPlaySpace favorito: Toca Kitchen
- Prêmio iKids 2013: melhor aplicativo de jogo - crianças a partir de 6 anos: Toca Tailor [28]
- Prêmio Escolha dos Pais: Toca Tailor (Ouro), Toca Hair Salon 2 (Prata), Toca Band (Ouro), [29] Toca Builders (Ouro), Toca Train (Prata)

2012
- Prêmios Lovie: Toca Kitchen (bronze) e Toca Hair Salon (lista final)[30]
- Prêmio Nacional de Publicações para Pais (NAPPA), Categoria Virtual: Toca Kitchen (Ouro) e Toca Train (Menção Honrosa)
- Prêmios Escolha dos Pais: Toca Tea Party (Ouro), Toca Kitchen (Ouro), Toca Robot Lab (Ouro) e Toca Hair Salon (Prata).  A Toca Boca foi o único estúdio de desenvolvimento de jogos na categoria mobile a ganhar três medalhas de ouro. [31]

2011
- O Prêmio Digital Telenor[32]
- Prêmio Nacional de Publicações para Pais (NAPPA): Toca Hair Salon (Ouro) na categoria Mídia Infantil e Virtual.